# Dmitri Borodine
Pour les articles homonymes, voir Borodine (homonymie).
Dmitri Vladimirovitch Borodine, né le 8 octobre 1977 à Léningrad, est un joueur de football russe évoluant au poste de gardien de but.

## Carrière
Dmitri Borodine a commencé sa carrière dans les équipes de jeunes de Saint-Pétersbourg et notamment le Lokomotiv. Il rejoint par la suite le club phare de la ville, le Zénith où il devient le troisième gardien derrière Roman Berezovsky et Viatcheslav Malafeïev. Il est donc transféré au Torpedo Moscou seulement 1 an après son arrivée. Là bas, il devient le titulaire indiscutable pendant 4 saisons, cependant, il se retrouve une nouvelle fois en concurrence, et perd sa place de titulaire. Lors de la saison 2008, il jouera pour les clubs de Sibir et Anji, sans jamais s'imposer comme un titulaire indiscutable. Il retourne donc en 2009 au Zénith où il signe un contrat de 4 ans pour devenir doublure de Viatcheslav Malafeïev.

## Carrière internationale
Bien qu'appelé le 16 août 2006 pour un match amical face à la Lettonie, il n'est pas rentré en jeu. Aujourd'hui, avec la montée en puissance d'Igor Akinfeïev et la constance de Viatcheslav Malafeïev et Vladimir Gaboulov, il est peu probable de le revoir un jour dans la sélection.

## Palmarès
- Finaliste de la Coupe Intertoto : 2000
- Troisième du Championnat de Russie de football : 2001, 2009
- Vainqueur de la Coupe de Russie de football : 2010